# Heinrich Albert Zachariä

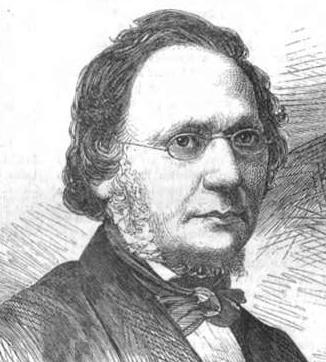
Heinrich Albert Zachariä, 1867. Grafik von Hermann Scherenberg.

Heinrich Albert Zachariä (* 20. November 1806 in Herbsleben; † 29. April 1875 in Cannstatt bei Stuttgart) war ein deutscher Jurist und Politiker.

## Leben
Zachariä studierte von 1825 bis 1829 an der Universität Göttingen Rechtswissenschaften. Nach seiner Promotion arbeitete er als Privatdozent, ab 1835 als Professor an der Göttinger Universität.
Zachariä erlangte Bekanntheit als Autor zahlreicher Gutachten, Zeitschriftenbeiträge und juristischer Werke. Er war Mitherausgeber des Archivs für Kriminalrecht und der Kritischen Zeitschrift für Gesetzgebung und Rechtswissenschaft des Auslandes.
Im Zuge der Märzrevolution 1848 nahm Zachariä am Vorparlament teil und wurde Delegierter im Siebzehnerausschuss, der die Arbeiten an der Reichsverfassung vorbereiten sollte, und im Fünfzigerausschuss. Vom 18. Mai 1848 bis zum 26. Mai 1849 war er Abgeordneter für Göttingen in der Frankfurter Nationalversammlung. Dort gehörte er der Fraktion Nürnberger Hof an und war Mitglied in mehreren Ausschüssen, darunter dem Ausschuss für völkerrechtliche Fragen und der Kaiserdeputation. Nach dem Ende der Nationalversammlung nahm er im Juni 1849 am Gothaer Nachparlament teil.
1854 verweigerte Georg V. die Bestätigung der Wahl Zachariäs zum Prorektor der Göttinger Universität, zehn Jahre später konnte er dieses Amt dann doch antreten.
1867 wurde Zachariä Mitglied des Reichstags des Norddeutschen Bundes, von 1868 bis zu seinem Tod gehörte er dem preußischen Landtag an.
Er war verheiratet mit Amalie Zachariae; sein Sohn Viktor Zachariae (1837–1900) war Arzt und Oberbürgermeister von Wildemann.

## Ehrungen

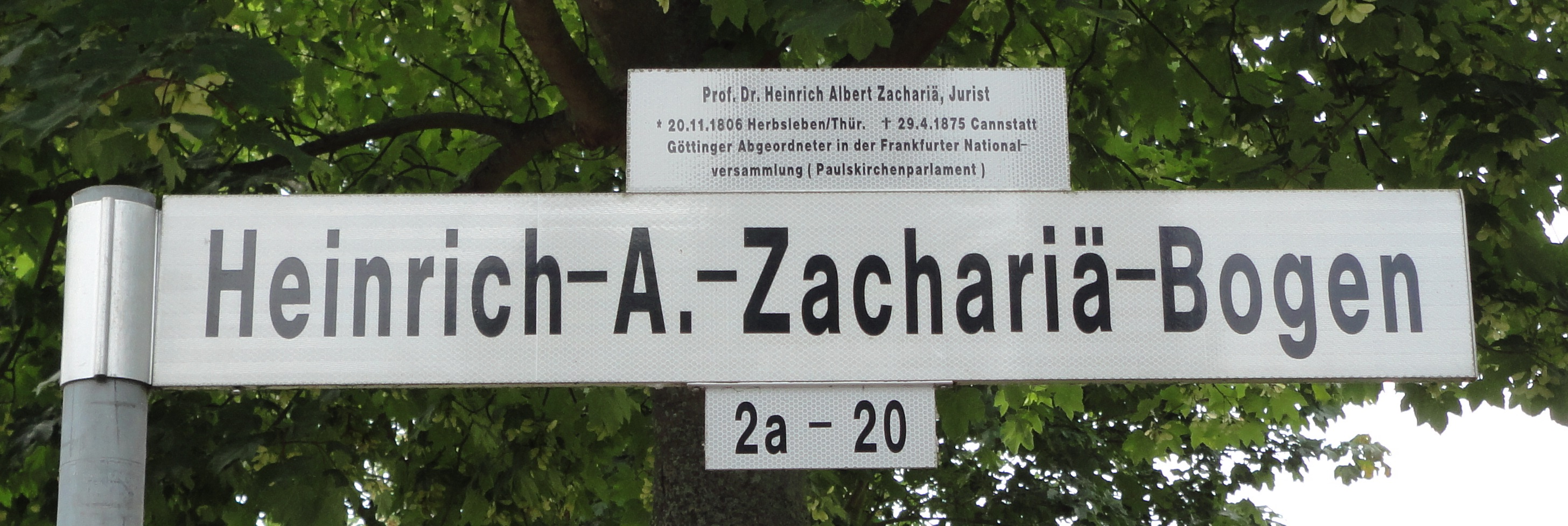
Göttingen-Weende, Heinrich-Zachariä-Bogen

Die Stadt Göttingen ehrte ihn mit der Widmung des Heinrich-Albert-Zachariä-Bogens.

## Werke (online)
- Grundriss des braunschweig-wolfenbüttelschen Privatrechts mit beigefügter Literatur. Dieterich, Göttingen 1832. - E-Book der Max-Planck-Gesellschaft für europäische Rechtsgeschichte
- Deutsches Staats- und Bundesrecht.  Erste Abteilung. Allgemeine Lehren und Verfassungsrecht der Bundesstaaten. Vandenhoeck & Ruprecht, Göttingen 1841. - Scan bei Google
- Die schweizerische Eidgenossenschaft, der Sonderbund und die Bundesrevision - Eine staats- und bundesrechtliche Eröterung. Dieterich, Göttingen 1848. - Scan des Münchener Digitalisierungszentrums (MDZ) aus den Beständen der Bayerischen Staatsbibliothek
- Die Rechtswidrigkeit der versuchten Reactivirung der im Jahre 1848 aufgehobenen deutschen Bundesversammlung. Vandenhoeck & Ruprecht, Göttingen 1850. - Scan der Universitätsbibliothek Frankfurt
- Zwei Rechtsgutachten die Ebenbürtigkeitsfrage im Fürstlichen und Gräflichen Hause Lippe betreffend. Groos, Heidelberg 1875. - E-Book der Max-Planck-Gesellschaft für europäische Rechtsgeschichte